# Amīrābād-e Kord
Amīrābād-e Kord (persiska: اَمير آباد, اَميرابادِ عَليقُلی, امير آباد كرد, Amīrābād) är en ort i Iran.   Den ligger i provinsen Hamadan, i den nordvästra delen av landet, 230 km väster om huvudstaden Teheran. Amīrābād-e Kord ligger 1 609 meter över havet och antalet invånare är 332.
Terrängen runt Amīrābād-e Kord är huvudsakligen platt, men åt sydost är den kuperad.Runt Amīrābād-e Kord är det ganska tätbefolkat, med 120 invånare per kvadratkilometer. Närmaste större samhälle är Fāmenīn, 18,8 km nordväst om Amīrābād-e Kord. Trakten runt Amīrābād-e Kord består i huvudsak av gräsmarker.